# 吉劳尔
吉劳尔（Ghiraur），是印度北方邦Mainpuri县的一个城镇。总人口12108（2001年）。

## 人口
该地2001年总人口12108人，其中男性6418人，女性5690人；0—6岁人口2382人，其中男1266人，女1116人；识字率54.06%，其中男性为60.61%，女性为46.68%。